# Galizische Geschichten
Galizische Geschichten ist ein Erzählband des polnischen Schriftstellers Andrzej Stasiuk. Es erschien 1995 unter dem Originaltitel Opowieści galicyjskie und wurde 2002 vom Suhrkamp Verlag veröffentlicht. Das Werk besteht aus fünfzehn Kurzgeschichten, die in poetischer Prosa verfasst wurden. Die einzelnen Erzählungen sind überwiegend nach den jeweiligen Protagonisten benannt und beschreiben ihr Leben in einer Gegend um Südostpolen, an der Grenze zur Slowakei. Neben den Hauptfiguren nehmen auch die charakteristischen Landschaften und Orte eine wichtige Rolle ein. Sie werden detailliert und lebhaft dargestellt. Der Erzähler nimmt die Ich-Perspektive ein und tritt dabei mit den Protagonisten in Kontakt, agiert aber auch als stiller Beobachter.

## Inhalt
Stasiuk beschreibt in einer trockenen, aber doch poetischen Weise den trostlosen, melancholischen und monotonen Alltag eines in sich geschlossenen Kosmos. Die Arbeiter der aussterbenden LPGs (Landwirtschaftliche Produktionsgenossenschaft), als Überbleibsel des zerfallenen Kommunismus, die trotz Händezittern, wie vor einer Woche gelegentlich einer Arbeit nachgehen, nur um das Geld dann doch wieder in den allgegenwärtigen Kneipen zu versaufen, bilden dabei den Rahmen einer aussichtslosen Welt. Auch die Oma und Maryska, die als einzige weibliche Protagonistinnen, anfangs als resolute, couragierte und begehrenswerte Wesen dargestellt werden, finden ein jähes Ende. Nachdem der Mann der Oma betrunken im nicht einmal knietiefen Bach ertrinkt und sechs ihrer sieben Töchter in die Welt hinausziehen, verbrennt ihr Haus von einem Blitz getroffen, und ihre siebte, zu Beginn feenhafte Tochter Maryska, endet als saufende Dorfhure. und stirbt einen rätselhaften Tod. Einzig ein Akteur, der betont als mittelmäßiger Trinker tituliert wird, erlebt einen Aufstieg und wird durch seinen Kiosk mit bunten Produkten, die mit Heiligen und ihren Eigenschaften verglichen werden, nach vierzig Jahren Armut, innerhalb von zwei Jahren zum Boten und Künder einer neuen globalen Religion.
Die teilweise sprunghaften und mosaikartigen Darstellungen, die bezeichnenderweise die Gedankengänge eines Betrunkenen aufweisen, enden eher im Tod, im Gefängnis oder in dem Tausch von Erotik-Kassetten zum Lebensunterhalt. Nicht ohne Grund enden die Erzählungen in einer Messe, die speziell für einen, als Geist wiedergekehrten, Mörder abgehalten wird; folgt doch nach der Sünde die obligatorische Beichte, oder wie es bei Józek heißt, dass die Kirche von dem sie umgebenden Chaos legitimiert sei. Obwohl alle Geschichten selbständig sind und hauptsächlich einen Protagonisten beschreiben, finden sich einzelne Akteure und Ereignisse in anderen Erzählungen wieder und bilden somit einen Zyklus.

## Übersicht der Kurzgeschichten

### Józek
Die erste Geschichte handelt von dem Traktorfahrer Józek, einem pragmatischen Säufer und unkomplizierten Geist, der beim Trinken zum großen Redner wird und mit ein paar hundert Wörtern, die gesamte Existenz beschreiben kann. Der Erzähler berichtet von Józek´s Dasein in der LPG, gemeinsamen Kneipengängen und Gesprächen Dabei beleuchtet er dessen Persönlichkeit, sowie Verhalten und begründet so seine Existenz. Józek findet ein tragisches Ende, nachdem er an einem heißen Sommertag aus einem stehenden Tümpel trinkt und kurz darauf stirbt.

### Władek
Der etwa vierzigjährige, mittelmäßige Trinker und finanziell schlecht dastehende Władek hat zwölf Kinder, die er gelegentlich zu den Nachbarn schickt, um nach Essen zu fragen, wenn das Geld knapp wird. Während seine Frau zur Arbeit in den Wald geht, ist es sein größtes Glück, wenn er von Kopf bis Fuß von seiner Kinderschar umringt ist. Eines Tages weht Władek ein Wind ein und er verkauft alle seine Habseligkeiten, um im Ort einen Kiosk zu mieten, mit dem ihm der soziale Aufstieg gelingt. Damit stellt er in dem Erzählband, neben Janek, eine Ausnahme dar.

### Kruk, der Schmied
Der trotz seiner Pensionierung umtriebige Hauptcharakter dieser Geschichte sitzt auf einer Bank und berichtet unserem Erzähler, wie er mit dem Bus und dem Zug zu seinem Sohn nach Schlesien reist. Dabei trinken sie reichlich Bier und rauchen Zigaretten, wodurch die Erzählung ausschweifende Züge annimmt, aber kein Detail auslässt. Kruk, der Schmied ist in seiner ausführlichen Berichterstattung der Reise, noch nicht einmal bei seinem Sohn angekommen, da ruft ihn seine Frau zu sich und er verabschiedet sich bis zum nächsten Mal.

### Janek
Der Protagonist dieser Kurzgeschichte, dessen Hände zittern, kein bisschen anders als vor einer Woche, geht nicht wie sonst auf ein Bier in seine Stammkneipe, einem stinkenden Fegefeuer, dem Vorzimmer des morgigen Tages, sondern macht sich mit seinem altersschwachen Traktor auf den Weg in den Wald, um gefällte Bäume abzutransportieren. Gerade als es dämmert, erreicht er die Siedlung der Arbeiter, die aus drei Baracken besteht. Am nächsten Tag beginnt er seine Arbeit, wenn sich beim Fällen genug Holz gesammelt hat und transportiert dieses durch Schluchten und Steilhänge, was an der Grenze zwischen Risiko und Selbstmord verläuft. Einmal im Monat taucht er kurz in seinem Dorf auf, um ein paar Groschen zu hinterlassen. Den Rest nimmt er mit in die Kneipe, die jetzt nach getaner Arbeit kein Attribut der Alltäglichkeit mehr ist, sondern etwas Festliches. Eines Tages taucht er nicht mehr bei der Arbeit auf, sondern fährt mit der Fähre nach Schweden. Nach einem halben Jahr kehrt er mit Jeansanzügen mit Aufdrucken und glänzenden Verzierungen, mit weißen Adidas an den Füßen zurück und gibt in der Kneipe einen aus. Im Wald wolle er nur noch spazieren, erklärt er.

### Der Ort
Ein Mann mit Rucksack, Karte in der Hand und einem Fotoapparat um den Hals, spricht den Erzähler an und erkundigt sich über einen ausgetretenen Platz, auf dem sie beide stehen. Der Erzähler erklärt ihm, dass hier einst eine orthodoxe Kirche stand und sinniert anschließend in einem inneren Monolog, über die Historie des Platzes und der Kirche. In einer bildlichen Sprache beschreibt er dabei den Aufbau, das Innenleben und den Zerfall der Kirche.

### Kościejny
Semen Wasylczuk besucht Kościejny, damit dieser ein Schwein für ihn schlachtet. Er selber mag das Töten nicht, während Kościejny es durchaus gerne tut. Anschließend trinken sie zusammen Schnaps. Als Kościejny eines Tages bei der Arbeit ist, besucht Semen W. die Frau von Kościejny, um ihr zu helfen, wie er sagt. Daraufhin besucht Kościejny seinen alten Freund und fordert ihn auf, seine Frau in Ruhe zu lassen. In der nächsten Szene taucht Kościejny in der Kneipe auf und tötet Semen W. mit seinem Messer. Er wird zu zwölf Jahren Haft verurteilt, erhält allerdings nach drei Jahren Ausgang, da er still, schweigsam und ordentlich ist. Er besucht daraufhin die Kneipe, trinkt ein bisschen und raucht eine Zigarette nach der anderen, um schließlich in die Nacht hinauszugehen. Eine Woche später findet man seine Leiche.

### Lewandowski
In dieser Geschichte besucht der Erzähler Lewandowski in seinem Haus, indem sie gemeinsam Schnaps trinken. Dabei erzählt Lewandowski aus seinem Leben, von seiner vierjährigen Haftstrafe und zeigt ihm ein Bild seiner Frau. Der Erzähler skizziert die Szenerie in einer poetischen und sehr detaillierten Sprache. Am Ende treffen sie sich in einem Bus wieder, als Lewandowski auf dem Weg ist, um Erotik-Kassetten für ein wenig Geld einzutauschen.

### Die Kneipe
Hier agiert der Erzähler als stiller Beobachter und beschreibt die örtliche Kneipe, mit der Barfrau und der Kellnerin. Der Kellnerin erscheint der Geist von Kościejny und sie sieht den Mord an Semen W. vor ihrem geistigen Auge. Sie trinkt daraufhin ein Glas Wodka und lenkt sich mit Edek ab. Die Männer des Dorfes trinken und streiten gemeinsam.

### Die Oma
In der ersten Szene versucht die Oma, mit einem Körper, der der Erdanziehung unterworfen war, oder vielleicht auch der Last des Himmels, mit einem tauben und blinden Hund, die Wildschweine von ihrem Kartoffelfeld zu verscheuchen. Auch alle anderen Arbeiten auf dem Hof muss sie alleine erledigen, während ihr Schwiegersohn Czesiek seinen Rausch ausschläft. Sechs ihrer sieben Töchter sind in die Welt hinaus gezogen und ihr Mann in einem knietiefen Bach ertrunken, nachdem er sich mit zwei anderen Männern durch die Gegend getrunken hatte. Dementsprechend hat sie ein negatives Männerbild. Als ein Blitz in ihr Haus einschlägt und es verbrennt, murmelt sie: Der Herrgott ist ein Mannsbild, jaja, der Herrgott ist ein Mannsbild.

### Der rotblonde Feldwebel
Der rotblonde Feldwebel sitzt in seinem Büro und langweilt sich. Er lässt seine Gedanken schweifen und ordnet die Plätze des Dorfes dem Ziffernblatt einer Uhr zu, wo die Kirche Mittag bedeutet und die Kneipe sechs Uhr, wo um drei der Laden ist und um neun der Bus fährt. Als Jan Zalatywój mit seinem Fahrzeug vorbei fährt, denkt er sich, dass er vielleicht der Anständigste hier ist, auch wenn er keinen Führerschein hat und das Fahrzeug nicht angemeldet ist. Plötzlich erscheint der Geist von Kościejny in seinem Büro und beschwert sich darüber, dass niemand, außer dem Feldwebel, ihn sehen kann, nicht einmal der Pfarrer. Der Geist Kościejny´s erkundigt sich beim Feldwebel, wo ein Schwein geschlachtet wird, da es ihm am meisten fehle.

### Die Nacht
Kościejnys Geist streift durch das Dorf. Er besucht die Kirche, wo der Küster ihn nicht sieht, und taucht seine Hand ins Weihwasserbecken, wobei das Wasser unberührt bleibt. Er beobachtet Lewandowski in seinem Haus und riecht den langsamen Säufertod. Schließlich kommt er zu einem Haus, in dem Edek und Gacek mit Maryska trinken und tanzen. Als der Wodka leer ist, fährt der betrunkene Gacek, ohne es zu bemerken, mit dem Geist von Kościejny, zum nächsten Laden und besorgt neuen.

### Maryska
Die junge, sechzehnjährige Maryska wird beschrieben, in einem weißen Kleid, selbstbewusst und bezaubernd, begehrt von allen Jungs. Sie aber bevorzugt es, alleine zu bleiben. Schließlich lernt sie mit Anfang zwanzig einen Mann in dunklem Anzug und dunkler Brille kennen, der ein Auto besitzt und mit dem sie das Dorf verlässt. Als sie nach fünf oder sechs Jahren wiederkehrt, sieht sie aus, als wären es fünfzehn. Mittlerweile ist sie in die Breite gegangen, angemalt, sogar die Stimme war anders. Sie lässt sich mit verschiedenen Männern aus dem Dorf ein und wenn man sie rief, ging sie mit, wenn man sie einlud, kam sie, wenn man ihr was anbot, schlug sie´s nicht ab. Nach einem Saufgelage mit Edek und Gacek, wird Maryska von einem Krankenwagen abtransportiert, wobei ihr Schicksal dem Leser verheimlicht wird.

### Die Beichte
Der rotblonde Feldwebel marschiert über den Marktplatz zur Kneipe und spricht kurz mit Jan Zalatywój und der Barfrau. Schließlich geht er zur Kirche, wo er den Pfarrer begegnet und ihn um ein Gespräch bittet. Er erzählt ihm von Kościejny, der behauptet, dass Gacek unschuldig sei und Maryska nicht getötet habe. Kościejny wolle ihm alles beichten, wenn eine Messe für ihn abgehalten wird.

### Die zweite Nacht
In einer transzendenten Sprache (Wo ist das Licht, das wie eine Laterne des Nachtwächters auf die Schlafenden, Erschöpften, Bewusstlosen fallen und ihre Herzen in einem goldenen Kreis verschließen müsste, damit sie Kraft bekommen, morgens wieder aufzustehen und von vorn anzufangen?) wird ein Monolog über die Abwesenheit des Lichtes geführt, indem nahezu alle Protagonisten erwähnt werden. Aus Lewandowski´s Nasenlöchern entweichen die Träume und Jan Zalatywój erinnert sich, wie er in einem verlassenen Haus eine erhängte Leiche fand. Der Pfarrer denkt an seinen Schlaf im Beichtstuhl, als die Standuhr in weckte und er nicht wusste, wer und wo er war. Vergeblich versucht er, dies zu wiederholen. Die Oma ist in einem fremden Haus, durstig und ohne Wasser, kann sie nicht schlafen. Sie erinnert sich an drei russische Reiter, die sie fragten, ob sie Deutsche sei. Ihr fällt Fedor Fećko ein, der vor langer Zeit im Wahn an ihre Tür hämmerte und lautlos nach Maryska verlangte. Gacek steht in seiner Zelle und denkt an die Vernehmung, in der er nichts sagen konnte, da er alles vergessen hatte.

### Ende
Der Feldwebel und Kościejny gehen Arm in Arm zur Kirche, in der eine Messe für Kościejny stattfinden soll. Er beschwert sich, dass zu wenig Leute da sind und es keine Musik gibt. Daraufhin eilt der Feldwebel in die vollbesetzte Kneipe und „verhaftet“ alle Anwesenden, die ein Instrument spielen können, um sie zur Messe zu schicken. Als Kościejny endlich zufrieden ist und lächelt, nickt er dem Feldwebel zu, er solle zu ihm kommen, bevor es zu spät sei.

## Adaption
Auf der Grundlage von Galizische Geschichten entstand 2008 der Film Wino truskawkowe (dt. Erdbeerwein), bei dem Dariusz Jabłoński Regie führte. Gedreht wurden die Szenen an den gleichen Plätzen, die auch Stasiuk zur Inspiration seines Werkes nutzte.